# Cyclostremiscus diomedeae
Cyclostremiscus diomedeae is een slakkensoort uit de familie van de Tornidae. De wetenschappelijke naam van de soort is voor het eerst geldig gepubliceerd in 1911 door Bartsch.